# Enallagma deserti
Enallagma deserti, zu Deutsch Wüsten-Becherjungfer, ist eine Kleinlibellenart aus der Familie der Schlanklibellen (Coenagrionidae). Sie lebt endemisch im Maghreb, nördlich der Sahara.

## Merkmale
Enallagma deserti ähnelt sehr der nahe verwandten Gemeinen Becherjungfer (Enallagma cyathigerum), wenn sie auch mit einer Körperlänge von 32 bis 37 mm geringfügig größer als diese ist. Die Arten können durch die spezifische Form der männlichen oberen Hinterleibsanhänge, die jedoch nur in der Vergrößerung sichtbar sind, unterschieden werden. Gegenüber Enallagma cyathigerum sind die vorstehenden Spitzen der Hinterleibsanhänge in der Lateralsicht bei Enallagma deserti deutlich reduziert, während der darüber liegende Zahn breiter und kürzer ist. Bei E. cyathigerum wirkt dieser eher wie ein nach innen gekrümmter Finger. Unterschiede in der Ausbildung des weiblichen Prothorax sind so fein, dass sie nur in der mikroskopischen Vergrößerung unterschieden werden können.
Wie in der Unterfamilie der Ischnurinae nicht ungewöhnlich, treten die Weibchen in verschiedenen Farbvarianten auf. Es gibt eine androchrome, wie die Männchen gefärbte Form, sowie die zahlenmäßig überwiegende heterochrome Form, diese ist immer grünlich, niemals grau-bräunlich wie bei Enallagma cyathigerum.
Auch im Verhalten gleicht Enallagma deserti der Gemeinen Becherjungfer. Die Flugzeit liegt zwischen Mitte April und Ende September, wahrscheinlich mit mehreren Generationen pro Jahr.

## Verbreitung

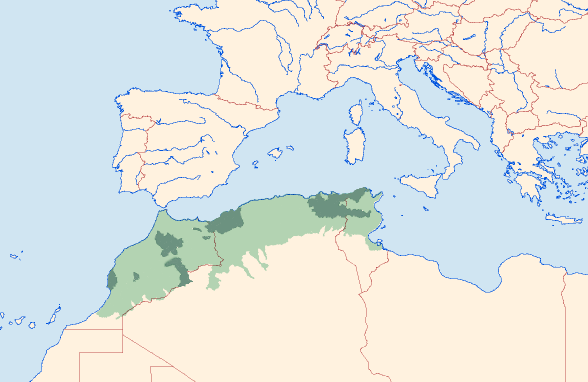
Verbreitung von Enallagma deserti
Gesicherte Verbreitung Dunkel; wahrscheinliches Vorkommen Hell

Das Verbreitungsgebiet von Enallagma deserti reicht entlang der afrikanischen Atlantik- und Mittelmeerküste von Marokko über Algerien bis Tunesien. Sie ist allgemein nicht häufig, kann aber lokal in hoher Dichte auftreten. Besiedelt werden ruhige Flussabschnitte mit flutender Vegetation, Teiche und saisonal überschwemmte Dünenschlenken. Die Art profitiert durch den Bau von Wasserrückhaltebecken und kleinen Dämmen.
Die International Union for Conservation of Nature and Natural Resources (IUCN) stuft Enallagma deserti als ungefährdet (least concern) ein.
Durch die große Ähnlichkeit der Arten wird Enallagma deserti von manchen Bearbeiten auch als Unterart zur Gemeinen Becherjungfer gestellt. Im Hohen Atlas überlappt das Vorkommen mit dem der Gemeinen Becherjungfer, beide Arten hybridisieren.